# استفان ماتر
استفان ماتر (انگلیسی: Stephen Mather; ۴ ژوئیهٔ ۱۸۶۷ – ۲۲ ژانویهٔ ۱۹۳۰) روزنامه‌نگار اهل ایالات متحده آمریکا بود. او به عنوان اولین مدیر سازمان پارک‌های ملی و رئیس و مالک شرکت Thorkildsen-Mather Borax شناخته شده‌است.

## زندگی
استفان تینگ ماتر متولد ۴ ژوئیه ۱۸۶۷، در سانفرانسیسکو بود. پدر و مادرش نام او را از وزیر برجسته استفان تانگ از نیویورک که مورد تحسینشان بود گرفتند. ماتر در دبیرستان پسران در سانفرانسیسکو تحصیل کرد و در سال ۱۸۸۷ از دانشگاه کالیفرنیا در برکلی فارغ‌التحصیل شد.
خانواده وی به نیویورک نقل مکان کردند، جایی که ماتر تا سال ۱۸۹۳ به عنوان خبرنگار نیویورک سان کار می‌کرد.